# البانتو في الصومال
البانتو في الصومالي (المعروفون أيضًا باسم جرير أو جرير ويني أو وجوشا شعب مجرى النهر) مجموعة عرقية أقلية تنتمي إلى البانتو في الصومال يقيمون بشكل أساسي في الأجزاء الجنوبي من البلاد، وخاصة بالقرب من نهري جوبا وشبيلي، ينحدر البانتو الصوماليون من مجموعات عرقية من شعب البانتو من منطقة البحيرات العظمى الأفريقية جنوب شرق إفريقيا، وخاصة من موزمبيق وملاوي وتنزانيا،
لا يرتبط البانتو الصوماليون من الناحية التاريخية بالصوماليين المنحدرين من الأصل الكوشيون ولديهم ثقافة مميزة عن الصوماليين، وظل البانتو الصوماليون مهمشين منذ قيام جمهورية الصومال. وقد نزح بعض الصوماليين البانتو إلى كينيا، كما عاد عدد قليل منهم إلى تنزانيا. كما لجأ بعضهم إلى دول الخارج والولايات المتحدة بشكل أساسي.
هناك العديد من عشائر البانتو في الصومال ومنها ماجيندو، ماكوا، ماليما، ماياسا، ماياو، كيزيغواس، كابولي، شبيلي، شيدلي، ماكاني، هِنتري، إيلي، سيدا عمر، ديجيل أفاف، مريفلي أفاف، بيمال أفاف، وموبلين، وينحدر من جميعها عشائر فرعية. يعتبر البانتو الصوماليين الذين يعيشون في المناطق الحضرية وبخاصة محافظتي شبيلي السفلى والوسطى أقرب إلى استيعابهم ثقافيا في المجتمع الصومالي، في حين تميل التقاليد اللغوية والثقافية للبانتو إلى أن تكون أقوى بالنسبة للبانتو الصوماليين في محافظتي جوبا السفلى والوسطى. ومن الناحية السياسية، يشكل البانتو الصوماليون من قبائل مختلفة تحالفات عرقية في البرلمان الصومالي.
يختلف البانتو في الصومال عن المجتمعات القاطنة في المناطق الساحلية، مثل الباجونيين أو البروانيين، الذين يتحدثون لهجات اللغة السواحلية ولكن لديهم ثقافة وتقاليد وتاريخ منفصل عن البانتو الصومالي.
يُقَدَّرُ عدد الصوماليين البانتو في الصومال بحوالي 900 ألف إلى 5 ملايين نسمة، ويتركزون بشكل أساسي في جنوب البلاد، كما أنهم منتشرون في المناطق الحضرية في جميع أنحاء البلاد. ويذكر موقع حقوق الأقليات العالمي أن أعداد البانتو في الصومال يتراوح بين مليون وخمسة ملايين ويشكلون 15٪ من السكان في مقال نُشر في عام 2011 ويستشهد بمعلومات من شبكات المعلومات الإقليمية المتكاملة التابعة للأمم المتحدة (IRIN) في عام 2010.

## مصطلحات

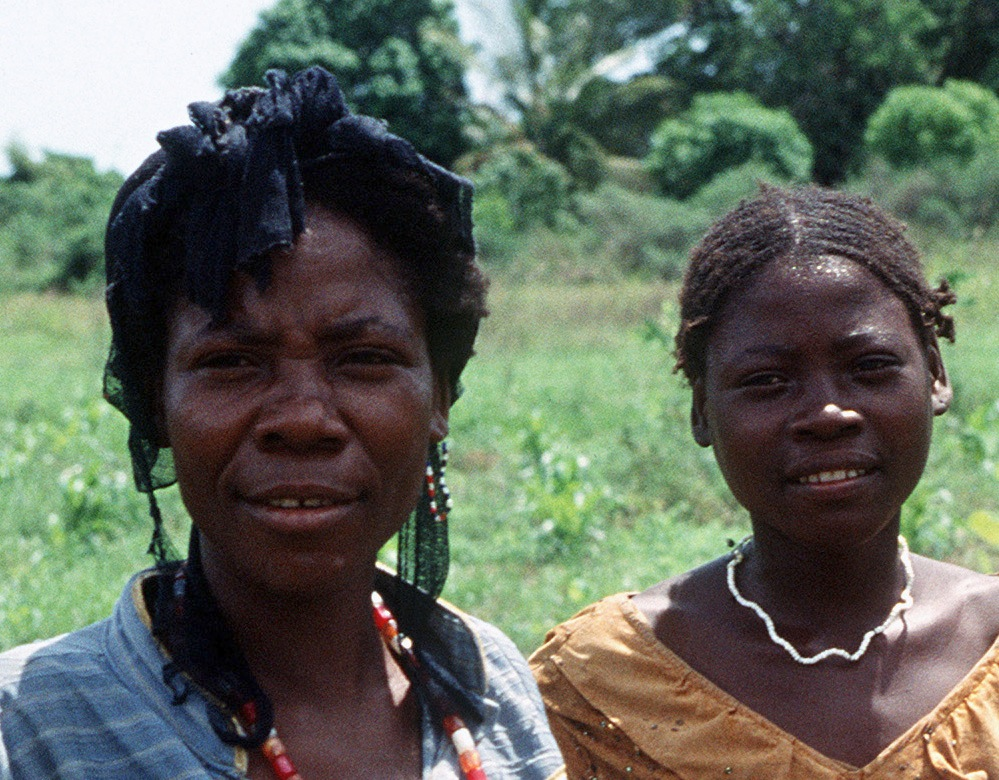
مزارعو البانتو بالقرب من كيسمايو

استُخدم العديد من المصطلحات المختلفة التي تميز البانتو في الصومال عن الصوماليين منذ فترة طويلة. ومع ذلك، فإن مصطلح "البانتو الصوماليون" على وجه التحديد هو مصطلح عرقي أطلقته منظمات إنسانية وإغاثية بعد وقت قصير من اندلاع الحرب الأهلية في الصومال في عام 1991. وكان الهدف من ذلك مساعدة موظفي المنظات الإغاثية على التمييز بشكل أفضل بين مجموعات الأقليات العرقية البانتو في جنوب الصومال، وبالتالي في حاجة ماسة إلى الاهتمام الإنساني، من ناحية، وبين مجموعات البانتو الأخرى من أماكن أخرى في إفريقيا والذين لا يحتاجون إلى مساعدة إنسانية فورية، من ناحية أخرى. وقد انتشر المصطلح الجديد عبر وسائل الإعلام، التي روجت لما بدأت منظمات الإغاثة تشير إليه بشكل متزايد في تقاريرها باعتباره اسما جديدا للأقليات العرقية البانتو في الصومال. قبل الحرب الأهلية، كان يُشار إلى البانتو في الأدب باسم بانتو ، وغوشا، ومُشُنجُولي ، وأُجّي ، وخاصة جرير ، وهو الاسم الذي لا يزال يُطلق عليهم في الصومال.

## خلفية تاريخية

### الأصل
قبل ما يقرب من 2500 إلى 3000 سنة بدأ المتحدثون بلغة البانتو البدائية الأصلية سلسلة من الهجرات استمرت لآلاف السنين باتجاه الشرق من موطنهم الأصلي في المنطقة التي تشمل بدءا من نيجيريا وحتى الكاميرون في غرب إفريقيا. وأدى هذا التوسع إلى وصول شعوب البانتو لأول مرة إلى وسط، وجنوب، وجنوب شرق إفريقيا، وهي المناطق التي لم يعيشوا فيها من قبل.
يُعتقد أن مجتمع البانتو في الصومال يعود في معظمه إلى تجارة الرقيق "العربية " أو " تجارة العبيد في المحيط الهندي ". ومن الملاحظ أن أكثر من 70% من العبيد كانو من أصل إفريقي ووصلوا إلى جنوب الصومال واستمرت تجارة العبيد خلال قرون وجلبت كثيرا من سكان جنوب شرق إفريقيا إلى الصومال وأجزاء أخرى من العالم العربي. ويمكن العثور على أقليات عرقية زنجية مهمشة في البلدان المجاورة مثل أقلية الأخدام العرقية في اليمن بالتوازي مع الديناميكيات الاجتماعية في الصومال.
تشير بعض النظريات إلى أن بعض قبائل البانتو في الصومال هاجرت إلى ضفاف الأنهار في جنوب القرن الأفريقي كمزارعين شاركوا في توسيع رقعة وجود مجتمع البانتو. ومع ذلك، لا توجد وثائق تاريخية موثوقة تربط بشكل مباشر بين البانتو الصوماليين الحاليين والحضارات ما قبل الحديثة في الصومال. ووصف الرحالة في العصور الوسطى الذين زاروا جنوب الصومال في ذلك الوقت سكانها بأنهم كانوا متشابهين عرقيًا في الغالب مع سكان شمال الصومال ولم يميزوا بينهم عرقيًا باستثناء ملاحظة وجود التجار العرب والفرس والهنود.
لغة مشنجُولي هي لغة البانتو الصومالية الوحيدة المتبقية، وهي مفهومة بشكل متبادل مع لغة الزيجولا التي لا تزال حية في تنزانيا، واللغات الشقيقة الأقرب للمُشُنجُولي هي لغة شامبالا ، ولغة بوندي، ولغة انجولو وهي لغات نشأت في تنزانيا وتقتصر إلى حد كبير عليها.

### تجارة الرقيق

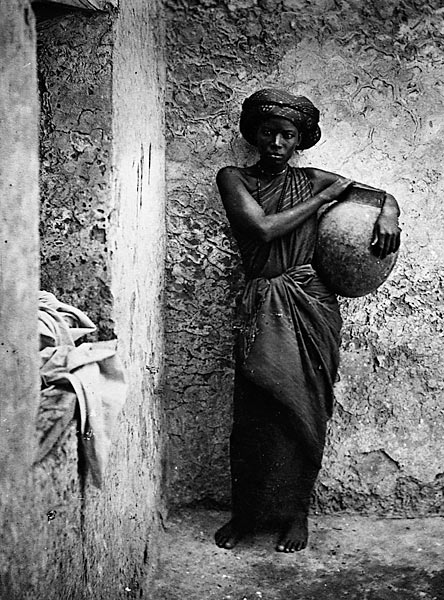
خادمة بانتو في مقديشو (1882-1883)

كانت تجارة الرقيق في المحيط الهندي متعددة الاتجاهات وتغيرت بمرور الوقت. لتلبية الطلب على العمالة، وكان الأفارقة السود يُشترون من جنوب شرق إفريقيا من قبل تجار الرقيق الصوماليين والعمانيين والبنادريين والسواحليين وكانوا يُباعون بأعداد كبيرة على مر قرون للعملاء في المغرب وليبيا والصومال ومصر والجزيرة العربية والخليج العربي والهند والشرق الأقصى وجزر المحيط الهندي.
من المُعتقد أنه في الفترة من عام 1800 إلى عام 1890، بِيع ما بين 25 ألفًا إلى 50 ألفًا من العبيد الأفارقة السود في سوق العبيد في زنجبار وجُلبوا إلى الساحل الصومالي. وأُخِذ معظم العبيد من المجموعات العرقية ماجيندو ، وماكاوا ، ونياسا، وياو ، وزارامو ، وزيجوا في تنزانيا، وموزمبيق، وملاوي، وتُعرف مجموعات البانتو هذه مجتمعة باسم Mushunguli (مُشُنجوُلي)، وهو مصطلح مأخوذ من Mzigula، وهي كلمة من لغة شعب زيجوا وتعني "الناس" (تحمل الكلمة معاني ضمنية متعددة بما في ذلك "العامل" و"الأجنبي" و"العبد").
أُجبر العبيد البانتو على العمل في المزارع المملوكة للصوماليين على طول نهري شبيلي وجوبا، حيث كانوا يحصدون المحاصيل المربحة مثل الحبوب والقطن.

### الاستعمار ونهاية العبودية
منذ نهاية القرن الثامن عشر، بدأ العبيد الهاربون من منطقة وادي شبيلي بالاستقرار في منطقة وادي جوبا، وبحلول أواخر تسعينيات القرن التاسع عشر، عندما احتل الإيطاليون والبريطانيون منطقة جوبالاند، كان هناك ما يُقدّر بنحو 35 ألف من البانتو الذين كانوا عبيدا في السابق يستوطنون هناك بالفعل.
ألغت الإدارة الاستعمارية الإيطالية العبودية في الصومال في مطلع القرن العشرين بموجب مرسوم أصدره ملك إيطاليا. ومع ذلك، ظلت بعض مجموعات البانتو تحت الاستعباد حتى عشرينيات القرن العشرين في المناطق التي لم تكن خاضعة بالكامل للإيطاليين، واستمرت في التعرض للاحتقار والتمييز من جانب أجزاء كبيرة من المجتمع الصومالي. بعد الحرب العالمية الأولى ، أصبح العديد من البانتو الصوماليين، وخاصة من نسل العبيد السابقين، كاثوليك، وأقاموا بشكل أساسي في مزارع فيلاجيو دوكا ديجلي أبروزي المعروفة حاليا بـ (جوهر) وجينالي.
في عام 1895، حرّرت السلطات الاستعمارية الإيطالية أول 45 من العبيد البانتو تحت إدارة شركة فيلوناردي الكاثوليكية المستأجرة، وتحول العبيد المحررون في وقت لاحق إلى الكاثوليكية، ولم تبدأ عمليات تحرير العبيد وتحويلهم إلى ديانة أخرى في الصومال إلا بعد أن أبلغ الناشط المناهض للعبودية والمستكشف لويجي روبيتشي بريتشيتي الرأي العام الإيطالي عن تجارة الرقيق المحلية والموقف غير المبالي الذي اتخذته أول حكومة استعمارية إيطالية في الصومال تجاهها.

## الوضع الحالي

### تمهيد

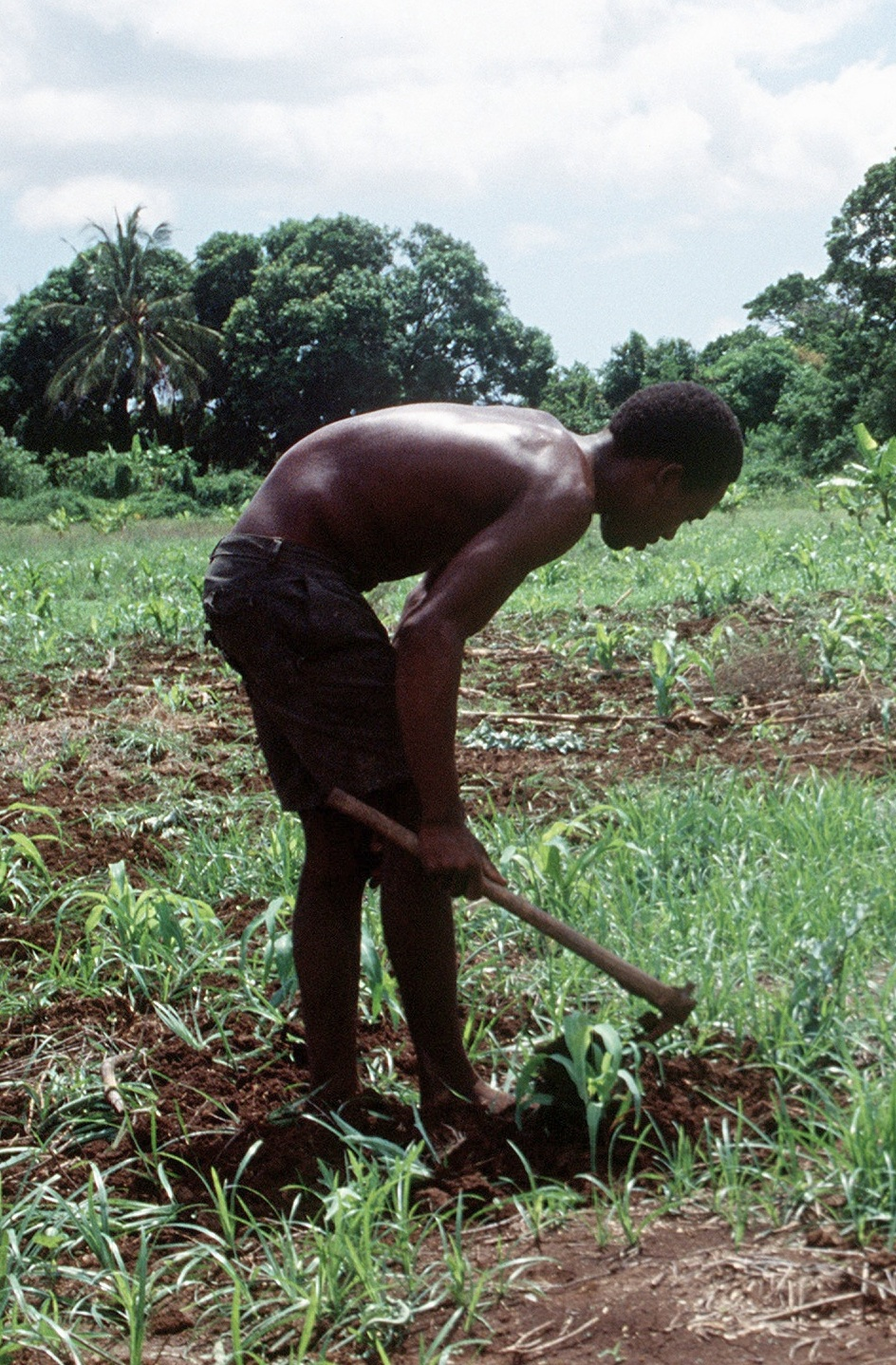
رجل من البانتو يعمل في الزراعة

يشير البانتو الصوماليون إلى أنفسهم ببساطة باسم البانتو. في حين أن الذين يستطيعون تتبع أصولهم ونسبهم وصولا إلى مجموعات البانتو في جنوب شرق إفريقيا يشيرون إلى أنفسهم بشكل جماعي باسم شانبارا أو شانغاما أو واجوشا . بينما يطلق الذين يعودون بأصولهم إلى قبائل البانتو التي تسكن المناطق الواقعة في جنوب إفريقيا على أنفسهم أسماء زيجولا، وماكوا، وياو، ونياسا، ونجيندو، ونيامويزي، ومويرا وغيرها من الأسماء، على الرغم من أن سكان العاصمة الصومالية مقديشو أطلقوا عليهم جميعًا كلمة تمييزية وهي مشُنجُولي.
على عكس الصوماليين، الذين يعتبر معظمهم من الرعاة الرحل، فإن البانتو في الصومال هم في الغالب من المزارعين المستقرين. كما أن السمات الجسدية "الزنجية" السائدة لدى البانتو الصوماليين تُميزهم عن الصوماليين بشكل أكبر. ومن بين هذه السمات الظاهرية للبانتو الشعر المجعد (الجرير)، في حين أن الصوماليين لديهم شعر ناعم ( جِليع ).
يعتنق أغلبية البانتو الصوماليين الإسلام. غير أن بعضهم اعتنقوا المسيحية خلال الفترة الاستعمارية. ورغم ذلك، سواء كانوا مسلمين أو مسيحيين، فقد احتفظ العديد من البانتو بتقاليدهم الروحانية التي تلقوها من أسلافهم، ومن ضمنها ممارسة رقصات الاستحواذ واستخدام السحر . وتشبه العديد من هذه التقاليد الدينية إلى حد كبير تلك التي تمارس في تنزانيا، وتمتد أوجه التشابه هذه أيضًا إلى الصيد والحصاد والموسيقى، من بين أمور أخرى.
كما احتفظ العديد من البانتو الصوماليين بهياكلهم الاجتماعية الموروثة عن الأجداد، حيث كانت قبيلة البانتو الأصلية في جنوب شرق إفريقيا بمثابة الشكل الرئيسي للتدرج الاجتماعي، وتنقسم الوحدات الأصغر من التنظيم المجتمعي وفقًا لمجموعات القرابة الأمومية، وفي الوقت نفسه، فإنهم يحافظون على بعض التقاليد الخاصة بهم، مثل عادة نسج السلال. ومن الجوانب الثقافية المهمة الأخرى التي يحافظ عليها البانتو التفنن في استخدام الألوان والأقمشة الزاهية.
ولأسباب أمنية في المقام الأول، حاول بعض البانتو الصوماليين الانضمام إلى مجموعات داخل نظام العشائر الأبوي الخاص بالصوماليين من حيث التقسيم الاجتماعي. ويشير الصوماليون إلى هؤلاء باسم شيغَتو أو شيغد ("المُدَّعِين")، وهذا يعني أنهم ليسوا صوماليين عرقيًا ومرتبطون بمجموعة صومالية على أساس التبني، ومن المعروف أيضًا أن البانتو الصوماليين الذين احتفظوا بتقاليدهم في جنوب شرق إفريقيا يسخرون من البانتو الآخرين الذين حاولوا ربط أنفسهم بمواليهم الصوماليين، وإن كان ذلك دون أي عداءٍ حقيقي فقد عَمِلت الحرب الأهلية في الواقع على تعزيز العلاقات بين مجموعات البانتو الفرعية المختلفة. واعتنق معظم شعب غوشا الإسلام تدريجياً في العقود الأولى من القرن العشرين.
يَعتبر معظم البانتو الصوماليين أنفسهم الآن أعضاء في عشيرة دِجِل الصومالية إحدى عشائر رحنوين. ورغم ذلك، لا تزال أنماط الزواج تميل إلى اتباع التقاليد الأصلية لمختلف مجموعات البانتو الأصلية، وقد أدى هذا إلى استمرار الخصائص الجسدية غير الصومالية لمزارعي وادي جوبا. ولهذا السبب يعتبرهم الصوماليون مختلفين، ومن بين عادات البانتو التي لا يزال شعب غوشا يمارسونها هي رقصة غولو نكولو ("الرقصة العظيمة") التي يرقصها شعب ياو في موزمبيق وملاوي.

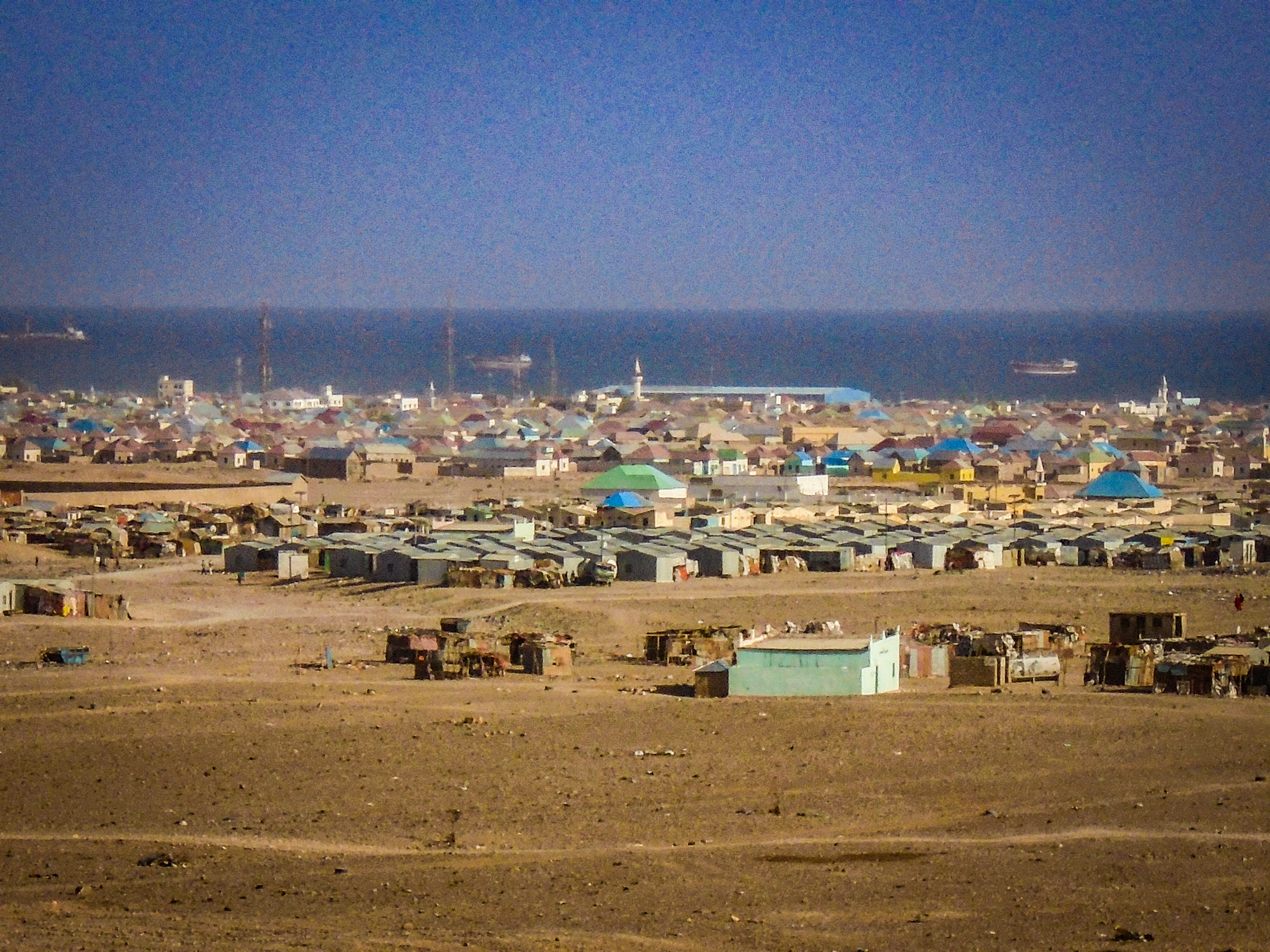
مخيمات للنازحين في مدينة بوصاصو غالبيتهم من البانتو

في المجمل، هناك اختلاط ضئيل للغاية بين البانتو والصوماليين، والزواج الرسمي بينهما نادر للغاية، وعادة ما يؤدي إلى النبذ في المرات القليلة التي يحدث فيها.

### ما بعد عام 1991
خلال الحرب الأهلية الصومالية، أُجبر العديد من البانتو على ترك أراضيهم في وادي نهر جوبا جنوب البلاد، حيث سيطرت الميليشيات من مختلف العشائر الصومالية على المنطقة. وبما أن البانتو يمثلون أقلية في البلاد ولا يملكون سوى القليل من الأسلحة النارية، فقد كانوا عرضة بشكل خاص للعنف والنهب من قبل رجال الميليشيات المسلحين.

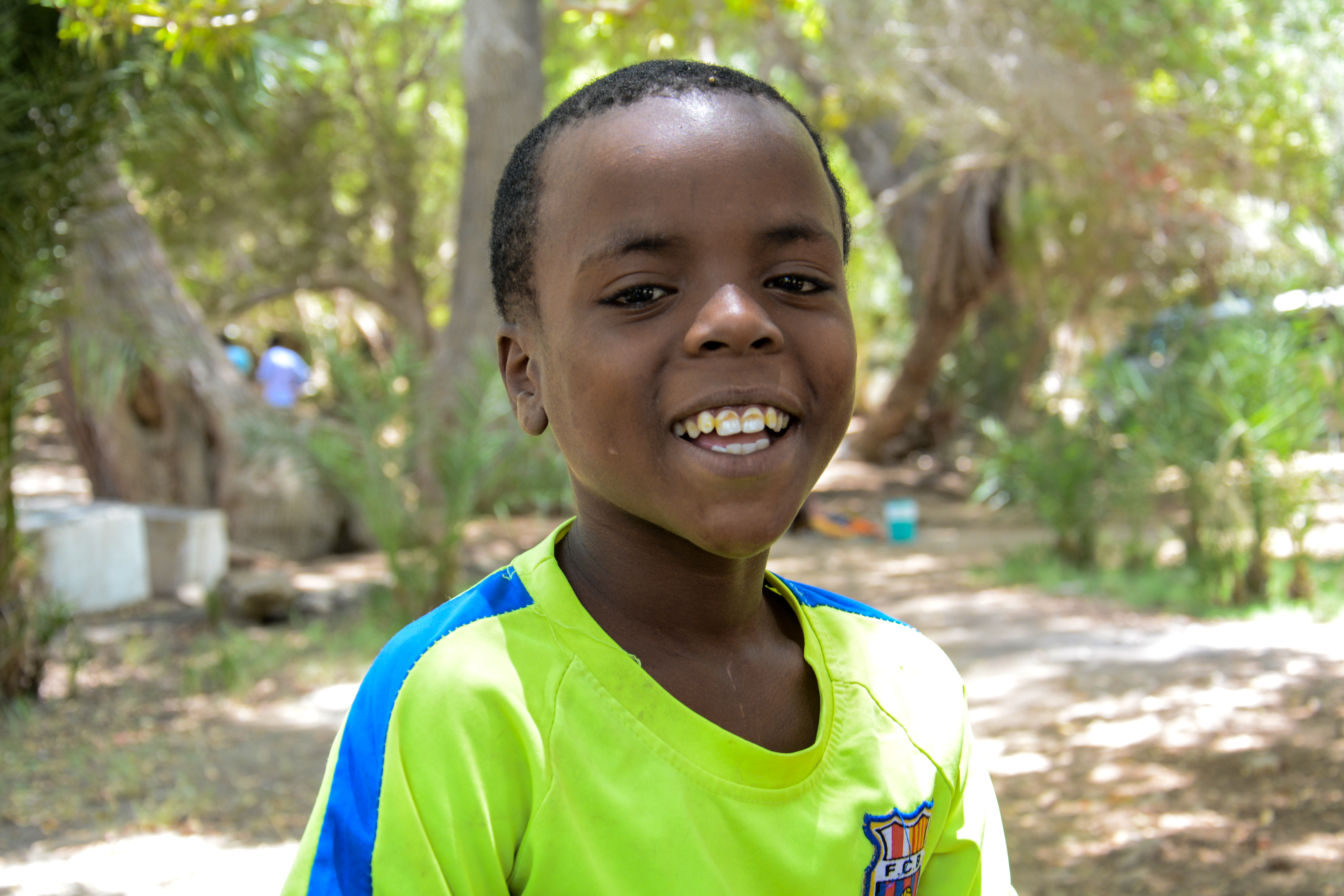
طفل من البانتو في بيو كلولي بمدينة بوصاصو

وللفرار من الحرب والمجاعة، فر عشرات الآلاف من البانتو إلى مخيمات اللاجئين مثل داداب في كينيا المجاورة، وتعهد معظمهم بعدم العودة إلى الصومال أبدًا. في عام 1991، نزح قرابة 12 ألف شخص من البانتو إلى كينيا، ويُقدّر أن ما يقرب من 3300 شخص عادوا إلى تنزانيا. في عام 2002، نقلت المنظمة الدولية للهجرة عددًا كبيرًا من لاجئي البانتو إلى منطقة كاكوما التي تبعد قرابة 1500 كم والتي تقع في شمال غرب كينيا لأنه المنظمة رأت أن إعادة توطينهم بعيدًا عن الحدود الصومالية أكثر أمانا لهم.

### إعادة التوطين في الولايات المتحدة

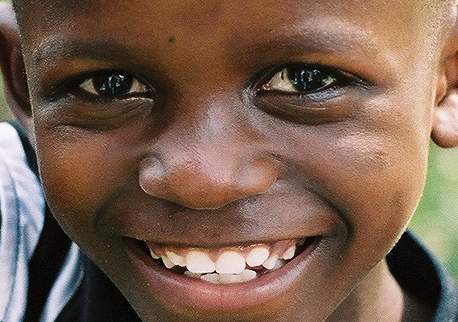
طفل لاجئ صومالي من البانتو في فلوريدا

في عام 1999، صنفت الولايات المتحدة لاجئي البانتو من الصومال أولوية، وبدأت وزارة الخارجية الأمريكية لأول مرة ما وصف بأنها خطة إعادة التوطين الأكثر طموحًا على الإطلاق من إفريقيا، حيث كان من المقرر إعادة توطين عشرات الآلاف من البانتو الصوماليين في الولايات المتحدة الأمريكية. وفي عام 2003، وصل أول المهاجرين من البانتو الصوماليين إلى أمريكا، وبحلول عام 2007، أُعيد توطين حوالي 13000 شخص في شتى مدن الولايات المتحدة بمساعدة مفوضية الأمم المتحدة لشؤون اللاجئين، ووزارة الخارجية الأمريكية، ومنظمات إعادة توطين اللاجئين في أنحاء البلاد.
من بين وجهات إعادة التوطين، استقبلت مدينة سولت ليك في ولاية يوتاه حوالي 1000 من البانتو، كما استقبلت مدن أخرى في الجنوب الغربي مثل دنفر بولاية كولورادو ، وسان أنطونيو بولاية تكساس، وتوسان بولاية أريزونا بضعة آلاف من اللاجئين أيضًا. وفي نيو إنجلترا ومانشستر وبرلينغتون بولاية فيرمونت اختيرت عدة مناطق لإعادة توطين مئات من اللاجئين. ويروي الفيلم الوثائقي "المطر في أرض جافة" رحلة إعادة التوطين، مع قصص اللاجئين البانتو الذين أعيد توطينهم في سبرينغفيلد بولاية ماساتشوستس وأتلانتا بولاية جورجيا. وأُلغيت خطط إعادة توطين البانتو في المدن الصغيرة، مثل هوليوك بولاية ماساتشوستس وكيسي بولاية كارولاينا الجنوبية، بعد احتجاجات محلية. وتوجد كذلك مجتمعات تتألف من مئات إلى آلاف من البانتو في المدن التي تضم أيضًا مجتمعات كبيرة من الصوماليين مثل مينيابوليس، وكولومبوس، وأتلانتا، وسان دييغو، وبوسطن، وبيتسبرغ، وسياتل، مع وجود ملحوظ لحوالي 1000 من البانتو في لوستون. ويتتبع كتاب Making Refuge (صناعة اللاجئ) الرحلة الشاقة التي خاضها البانتو الصوماليون نحو إعادة التوطين حتى وصولهم في نهاية المطاف إلى لويستون ويوضح قصص العديد من العائلات حول الانتقال إلى هناك.
واجه البانتو قدرًا كبيرًا من العداء عند إعادة توطينهم في لويستون، من قبل السكان المحليين، حيث كتب عمدة المدينة السابق لوريير رايموند رسالة مفتوحة إلى سكان البانتو الصوماليين في عام 2002، في محاولة لثنيهم عن الانتقال إلى مدينة لوستون. وأَعلن أن إعادة توطينهم في المدينة أصبح "عبئًا ثقيلا" على المجتمع وتوقع تأثيرًا سلبيًا عامًا على الخدمات الاجتماعية والموارد في المدينة جراء ذلك. في عام 2003، تظاهر أعضاء مجموعة من العنصريين البيض دعماً لرسالة عمدة المدينة، الأمر الذي دفع إلى تنظيم مظاهرة مضادة شارك فيها نحو 4000 شخص في كلية بيتس ، كما هو موثق في الفيلم الوثائقي "الرسالة" . وعلى الرغم من هذه المحنة، فقد عاش مجتمع البانتو الصومالي في وسط ولاية ماين على مدى السنوات التي تلت ذلك.

### العودة إلى الموطن الأصلي
قبل موافقة الولايات المتحدة على استيعاب لاجئي البانتو القادمين من الصومال، جرت محاولات لإعادة توطين اللاجئين في ديارهم الأصلية في جنوب شرق أفريقيا في منطقة البحيرات العظمى الإفريقية، قبل أن تثار فكرة الهجرة إلى أمريكا، وكان هذا هو الخيار المفضل لدى البانتو أنفسهم. وكان العديد من مجتمع البانتو قد غادروا معسكرات الأمم المتحدة التي كانوا يقيمون فيها طواعية، بحثاً عن ملجأ في تنزانيا، ومثّلت العودة إلى موطنهم الأصلي وموطن أجدادهم تحقيقًا لحلم عمره قرنين من الزمان.
وفي الوقت الذي كانت فيه تنزانيا مستعدة لمنح اللجوء للبانتو القادمين من الصومال، فإن المفوضية العليا لشؤون اللاجئين التابعة للأمم المتحدة لم تقدم أي ضمانات مالية أو لوجستية لدعم إعادة توطين اللاجئين ودمجهم في تنزانيا، كما واجهت السلطات التنزانية ضغوطاً إضافية عندما بدأ اللاجئون من رواندا المجاورة في التدفق على الجزء الغربي من البلاد، مما أجبرها على سحب عرضها لاستيعاب البانتو. من ناحية أخرى، بدأ البانتو الذين يتحدثون الكيزيجولا في الوصول إلى تنزانيا منذ ما قبل الحرب الأهلية الصومالية بسبب التمييز الذي عانوا منه في الصومال.
وبرزت موزمبيق، الموطن الأصلي للبانتو، كمنقطة بديلة لإعادة التوطين، إلا أنه عندما أصبح من الواضح أن الولايات المتحدة كانت مستعدة لاستيعاب لاجئي البانتو، سرعان ما تراجعت الحكومة الموزمبيقية عن وعودها، متذرعة بنقص الموارد وعدم الاستقرار السياسي المحتمل في المنطقة التي كان من الممكن إعادة توطين البانتو فيها.
في أواخر العقد الأول من القرن الحادي والعشرين، ومع تحسن الوضع في تنزانيا، بدأت الحكومة التنزانية منح البانتو الجنسية وتخصيص الأراضي لهم في المناطق التي كان من المعروف أن أسلافهم قد أُخذوا منها كعبيد.

## روابط خارجية
عام:
- منشور المفوضية السامية للأمم المتحدة لشؤون اللاجئين حول البانتو الصوماليين
- البانتو الصوماليون: تاريخهم وثقافتهم
- الاختلافات المهمة: كفاح المهمشين في الصومال

في الولايات المتحدة:
- تجربة البانتو الصومالية
- اللاجئون في الولايات المتحدة
- وصول الصوماليين البانتو إلى مدينة سولت ليك
- مجتمع البانتو الصومالي – مجلس التنمية في دنفر